# Opechona orientalis
Opechona orientalis är en plattmaskart. Opechona orientalis ingår i släktet Opechona och familjen Lepocreadiidae. Inga underarter finns listade i Catalogue of Life.